# The Rival Brothers' Patriotism
The Rival Brothers' Patriotism è un film muto del 1911 diretto da Leopold Wharton, prodotto dalla Pathé Frères e distribuito in sala il 26 aprile 1911. Venne interpretato da Charles Arling.

## Produzione
Il film fu prodotto dalla Pathé Frères

## Distribuzione
Distribuito dalla General Film Company che lo fece uscire nelle sale il 26 aprile 1911.